# Падение Сигансины
«Паде́ние Сиганси́ны» (яп. シガンシナ陥落) — первый и второй эпизод первого сезона аниме-сериала «Атака титанов».

## Элементы сюжета
- Территория людей — королевство, находящееся в пределах закольцованных стен. Является местом жительства людей.
- Мария, Роза и Сина — название трёх стен, за которыми люди укрываются от титанов. Каждая стена имеет высоту пятьдесят метров. Состоят из неизвестного материала. У всех стен с каждой стороны имеется прилежащий район, также окружëнный стеной. Мария, Роза и Сина закольцованы.
- Сигансина — район, прилежащий к стене Мария с южной стороны. Является родиной главных героев.
- Титаны — гуманоиды, пожирающие людей и обладающие невероятной регенерацией. Обычно имеют рост от трёх до пятнадцати метров. В основном большинство титанов собрано на юге. Имеют неизвестное происхождение, появились немногим больше ста лет назад и практически истребили человечество.
- Эрен Йегер — главный герой сериала. Мальчик с сильным характером и могущественной волей. Желает выйти во внешний мир, так как не чувствует себя свободным внутри стен.
- Микаса Аккерман — приемная сестра Эрена, единственная азиатка-метиска в сериале. На протяжении всей истории стремится защитить Эрена от верной смерти.
- Армин Арлерт — друг детства Эрена и Микасы. Отличается большим потенциалом и уровнем интеллекта. Мечтает выйти во внешний мир и увидеть море. Желает изучить мир за стенами вместе с Эреном.
- Разведкорпус — корпус армии человечества, чьей задачей является борьба с титанами, вылазка за стены и добыча информации о внешнем мире.
- Гарнизон — корпус армии человечества, занимающийся защитой, охраной и починкой стен. Вступает в бой с титанами только рядом со стенами, обычно солдаты гарнизона используют для сражений пушки.
- Военная полиция — главный корпус армии человечества, приближенный к королю. Занимается надзором за порядком в обществе. Принимает центральное участие в политической и военной жизни королевства.
- Устройство пространственного маневрирования, сокращëнно УПМ — устройство солдат человечества, помогающее в борьбе с титанами. С помощью УПМ люди способны маневрировать в воздухе, что помогает им добраться до единственной точки, от удара в которую титаны умирают — загривок.
- Колоссальный титан — шестидесятиметровый разумный титан. Выглядит как человек без кожи с непропорциональным телосложением. Способен выпускать из своего тела раскалëнный пар.
- Бронированный титан — пятнадцатиметровый разумный титан. Обладает укреплëнной кожей, которую не в состоянии пробить люди своим оружием.
- Внешний мир — недоступная для человечества территория. Предположительно, там находятся «реки огня, ледяная земля, поля из белого песка». Мечтой главных героев и многих разведчиков является желание увидеть всё это своими собственными глазами.

## Сюжет
Около ста лет назад у человечества появился заклятый враг — титаны, огромные гуманоиды, пожирающие людей. Разница в силе не оставила людям шансов, и человечество было вынуждено спрятаться за тремя стенами — Марией, Розой и Синой, каждая из которых имела высоту пятьдесят метров. Людям удалось прожить в мире больше ста лет, однако всё изменилось в день атаки Колоссального титана на южный район стены Мария, — Сигансину, и прорыв Бронированным титаном самой стены Мария.

### Часть 1: К тебе, спустя две тысячи лет
За пределами стены Мария разведкорпус ведёт борьбу с титанами с целью создания первого опорного пункта за стенами. Увидев одного титана, они начали свою позиционную атаку, и попытались его убить.
После этого события переносятся в Сигансину, южный район стены Мария, где Микаса Аккерман будит своего сводного брата Эрена Йегера, спящего под деревом на холме.
На обратном пути после сбора хвороста они натыкаются на членов гарнизона, включая друга их семьи — Ханнеса. Целью гарнизона является защита, охрана и починка стен. Эрен, заметив, что они употребляли алкоголь и вследствие этого неспособны охранять стены, уходит в гневе.
По дороге Эрен и Микаса в страхе наблюдают за тем, как из ранее ушедшего разведкорпуса вернулась лишь его малая часть в кровавом ужасе. Не найдя своего сына, одна женщина спрашивает про него у командира разведкорпуса Кита Садиса, который отдаёт ей лишь оставшуюся от её сына руку. В горе женщина спрашивает, была ли смерть её сына полезна для человечества, после чего командир в слезах отвечает, что они ничего не добились и что смерть её сына была бессмысленна.
Когда Эрен и Микаса приходят домой, их мать Карла Йегер ругает Эрена за его желание присоединиться к разведкорпусу. Отец Эрена, доктор Гриша Йегер, спрашивает, почему Эрен хочет наружу, на что Эрен отвечает, что хочет увидеть, что творится в мире за стенами. Собираясь в командировку, Гриша говорит Эрену, что после возвращения покажет ему подвал, который он много лет всеми силами скрывал от семьи.
Мать Эрена продолжает ругать сына и издеваться над его идеей, после чего Эрен убегает и находит своего друга Армина Арлерта, которого собираются избить хулиганы. Но увидев Микасу, бежавшей за Эреном, они пугаются и убегают. Далее трое друзей разговаривают о желании выйти за пределы стен и увидеть внешний мир. После этого внезапно вздрагивает земля и слышится громкий взрыв.
С целью узнать, что произошло, трое друзей бегут в более видное и открытое место города, и видят шестидесятиметрового Колоссального титана, смотрящего из-за стены и готового разрушить внешние ворота Сигансины.
Колоссальный титан разрушает ворота Сигансины. Целая орда неразумных титанов нападает на город и пожирает людей. Обломки от удара по воротам попали в дом Эрена. Йегер бежит за матерью и видит, как её придавило обломками. Он и Микаса пытаются её вытащить, но им это не удаётся. В момент, когда к ним шёл титан, приходит Ханнес. Он думает напасть и убить титана, но пугается и забирает Эрена с Микасой. Мать Эрена и Микасы в последние минуты жизни просит, чтобы они продолжали жить. На неё набрасывается титан и съедает прямо у Эрена на глазах.
Закадровый голос Армина говорит, что в тот день все люди вспомнили, с каким ужасом они жили в чужой тени, и до чего унизительно прятаться от неё в клетке.

### Часть 2: Тот самый день
Ханнесу удаётся спасти детей. Эрен бьёт локтём по голове Ханнеса и кричит, что из-за него они не смогли спасти их маму. Ханнес отвечает, что Эрен не смог спасти свою мать только потому, что он слишком слаб. И через секунду Ханнес в слезах говорит, что сам не смог убить титана лишь потому, что до смерти его испугался.
Эрена и Микасу доставляют к причалу, от которого отходят корабли с беженцами. Там их уже ждал Армин. Многих людей не пускают из-за нехватки мест, и некоторые в отчаянии прыгают на корабль, кто-то падает с борта в реку.
Действия переходят к границам стены Мария.
Вдруг появляется пятнадцатиметровый Бронированный титан, который бежит к воротам стены Мария.
Солдаты гарнизона стреляют в него из пушек. Но снарядам не удаётся пробить укреплённую кожу титана, и солдаты бросаются в бегство. Бронированный титан с разбега пробивает ворота стены Мария.
За всем этим наблюдает Эрен. Он встаёт и перед Армином в слезах даёт клятву, что истребит всех титанов до единого и отомстит за человечество и смерть собственной матери.
Героям удаётся сбежать. В городе в пределах стены Роза солдаты военной полиции раздают беженцам хлеб. Они жалуются, что им приходится тратить запасы на людей. Эрен слышит это и в гневе бросается на одного из солдат. Этот солдат бьёт Эрена. Поднимается шум. Эрен с друзьями уходит и Микаса силой заталкивает в него хлеб, чтобы тот хоть немного поел.
Позже, правительство приняло решение собрать армию из беженцев и организовать контрнаступление к стене Мария. В конечном счёте, практически все, кто участвовал в этой операции, погибли.
Смерть большинства беженцев помогла преодолеть угрозу голода. Среди погибших оказывается и дедушка Армина. Он в слезах вспоминает об дедушке, смотря на его шляпу. Эрен говорит Армину, что через год поступит в кадетское училище, чтобы бороться с титанами. Микаса также хочет вступить в училище, чтобы защитить Эрена и не дать ему умереть.
Проходит год. Эрен, Армин и Микаса становятся кадетами в 104-м кадетском корпусе. Эрен продолжает держать в голове клятву истребить всех титанов до единого.

## Отзывы
Панос Коцатанасис в своей рецензии на сайте Asian Movie Pulse написал, что «„Падение Сигансины” — отличное введение в сериал, который никогда не разочаровывал». Критик, размышляя о композиции двух эпизодов, пишет:

«Именно великолепное сочетание триллера, ужаса, мистики, фэнтези и драмы придает “Атаке на Титанов” довольно богатый контекст, и при этом режиссура Тэцуро Араки превосходно работает над тем, чтобы каждый вопрос, на который дан ответ, проливал больше света на то, что происходит на самом деле, но в то же время порождал нечто большее. Этот аспект также многое добавляет к характеристике названия, которое действительно первоклассное, в то время как тот факт, что Араки позволяет своей аудитории лучше узнать персонажей и сопереживать им, часто просто для того, чтобы убить их немного позже, ещё больше усиливает влияние названия».
В целом, критик положительно высказался о «Падении Сигансины».
Грег Уилер, критик с сайта The Review Geek, опубликовал свою рецензию на эпизоды «Падения Сигансины», где положительно высказался о рисовке, в том числе, и компьютерной. Также Уилер отметил впечатляющее начало истории:

«В целом, “Атака титанов” — очень хорошее аниме. Сюжет хорошо построен, с ускоренным темпом и повышенной напряжённостью. Благодаря хорошо написанным персонажам и достаточному количеству времени, отведённому на их разработку, непредсказуемый характер внезапного убийства персонажей титанами действительно помогает создавать беспокойство на протяжении больших периодов этого сериала. Оно не идеально, с разочаровывающей загадочностью и опорой на кульминационные концовки, но в целом ”Атака титанов“ — очень хорошее аниме, которое отдаёт должное оригинальной манге с отличной адаптацией».
Уилер также оставил положительную рецензию на эпизоды.